# Аге

А́ге (латыш. Aģe) — река в Латвии, протекает по территории Кримулдского, Лимбажского и Саулкрастского краёв. Длина реки составляет 44 км, площадь водосборного бассейна — 184 км². Средний расход воды — 1,9 м³/с.

## Течение
Вытекает из небольшого озера Аге на высоте 51,4 м, течёт на запад и впадает в Рижский залив. Протекает через населённые пункты Ледурга, Видрижи, Мандегас и Звейниекциемс. Крупнейшие притоки: Тора, Мазупите.

## Первое упоминание
Река Аге упоминается ещё в Хронике Ливонии XIII века (ливск. Adya, что в переводе означает «Край»). В то время низовье Аге находилось в составе ливского края Метсеполе (в переводе с ливского «Лесистый край»).

## Рыбы
В реке Аге обитают лосось, щука, форель, окунь.